# Domus de janas
Les domus de janas (maisons des fées ou des sorcières) sont des sépultures de l'époque préhistorique, creusées dans la roche, que l'on trouve dans toute la Sardaigne. Elles ont été réalisées durant la culture d'Ozieri, une culture néolithique (ou prénuragique) qui s'est développée en Sardaigne de 4300 à 3700 av. J.-C..

## Description
La culture d'Ozieri, une culture néolithique (ou prénuragique) qui s'est développée en Sardaigne de 4300 à 3700 av. J.-C.
Utilisées à des fins funéraires aux périodes nuragiques, certaines ont été employées comme bergeries ou abris de bergers jusqu'à des périodes récentes. Elles représentent la manifestation la plus étendue et la plus riche de l'architecture funéraire hypogée en Méditerranée occidentale, illustrant un phénomène attesté par environ 3 500 hypogées répartis sur toute l'île.
La forme des chambres intérieures peut varier, allant d'une hutte arrondie à un plafond conique ou triangulaire. Les murs sont souvent décorés de reliefs ou de gravures représentant des symboles magiques et religieux tels que des spirales, des motifs en zigzag et des cornes de taureau.
Des fausses portes sculptées ou peintes apparaissent dans une vingtaine de tombes, principalement situées dans le nord-ouest de la Sardaigne. Par exemple dans certaines tombes de la nécropole d'Anghelu Ruju, dont la datation varie de la culture d'Ozieri à celle de Bonnanaro (vers 3200-1600 av. J.-C.). Les plus anciens exemples sont antérieurs à l'apparition des fausses portes dans les tombes de l'Égypte antique. Ces fausses portes apparaissent généralement sur le mur du fond de la chambre principale et sont représentées par des cadres horizontaux et verticaux et un linteau en saillie. Parfois, la porte est surmontée de cornes de taureau en forme de « U », peintes ou sculptées, inscrites les unes dans les autres en nombre variable.

## Lieux
Le Domus de janas sont nombreuses dans la province de l'Ogliastra. Parmi eux, ceux de la nécropole de Tracucu (ou Fund'e Monti), vaste site archéologique situé à environ trois kilomètres de Lotzorai, sur la route de Talana. Il en regroupe 17, que l'on peut admirer en suivant un sentier guidé à travers les rochers de granite et la végétation luxuriante,,,,,. La province de l'Ogliastra compte aussi le site de Domus de Janas du Mont Arista, creusé dans des blocs de granite isolés.
Cette richesse est inscrit au patrimoine mondial le 13 juillet 2025.

## Patrimoine mondial
Le 9 avril 2011, l'Italie inscrit sur sa liste indicative une proposition intitulée Art and Architecture in the Prehistory of Sardinia. The domus de janas. (« Art et Architecture de la préhistoire de la Sardaigne. Les domus de janas »). Cette inscription, préalable nécessaire à tout examen par le Comité du patrimoine mondial, comprend 35 sites distincts. Cet examen a lieu en 2025 pendant la 47e session, sur une liste reserrée de 27 sites ; l'ICOMOS recommande de renvoyer la proposition à l'Italie afin de la reformuler, mais le Comité ne tient pas compte de son avis et le bien est inscrit au patrimoine mondial le 13 juillet 2025.
Le bien inscrit, intitulé « Tradition funéraire dans la Sardaigne préhistorique – Les domus de janas », comprend 27 sites distincts.
| N°       | Site                                                                             | Commune              | Superficie (ha) | Zone tampon (ha) | Coordonnées                 | Illustration |
| -------- | -------------------------------------------------------------------------------- | -------------------- | --------------- | ---------------- | --------------------------- | ------------ |
| 1730-001 | Nécropole d'Anghelu Ruju (it)                                                    | Alghero              | 7,07            | 779,48           | 40° 37′ 57″ N, 8° 19′ 36″ E |              |
| 1730-002 | Nécropole de Puttu Codinu (it)                                                   | Villanova Monteleone | 2,7             | 520,39           | 40° 29′ 14″ N, 8° 31′ 08″ E |              |
| 1730-003 | Nécropole de Monte Siseri (it)                                                   | Putifigari           | 4,87            | 2 369,1          | 40° 36′ 23″ N, 8° 25′ 48″ E |              |
| 1730-004 | Complexe fortifié de Monte Baranta (it)                                          | Olmedo               | 79,44           | 2 369,1          | 40° 37′ 55″ N, 8° 23′ 50″ E |              |
| 1730-005 | Nécropole de Mesu ‘e Montes (it)                                                 | Ossi                 | 6,57            | 471,81           | 40° 37′ 51″ N, 8° 37′ 05″ E |              |
| 1730-006 | Sanctuaire du Mont d'Accoddi                                                     | Sassari              | 37,39           | 1 272,64         | 40° 47′ 23″ N, 8° 26′ 59″ E |              |
| 1730-007 | Nécropole de Su Crucifissu Mannu                                                 | Porto Torres         | 9,85            | 1 272,64         | 40° 48′ 39″ N, 8° 26′ 34″ E |              |
| 1730-008 | Domus de janas de l'Orto del Beneficio Parrocchiale                              | Sennori              | 0,31            | 44               | 40° 47′ 20″ N, 8° 35′ 40″ E |              |
| 1730-009 | Domus de janas du rocher de l'Éléphant                                           | Castelsardo          | 4,71            | 2 220,74         | 40° 53′ 22″ N, 8° 44′ 46″ E |              |
| 1730-010 | Nécropole de Li Muri                                                             | Arzachena            | 21,32           | 753,12           | 41° 04′ 13″ N, 9° 19′ 18″ E |              |
| 1730-011 | Parc des pétroglyphes-a (it)                                                     | Cheremule            | 1,78            | 0                | 40° 29′ 09″ N, 8° 43′ 50″ E |              |
| 1730-012 | Parc des pétroglyphes-b (it)                                                     | Cheremule            |                 | 0                | 40° 28′ 56″ N, 8° 43′ 51″ E |              |
| 1730-013 | Dolmen de Sa Coveccada (it)                                                      | Mores (ville)        | 1,22            | 1 423,19         | 40° 30′ 29″ N, 8° 52′ 00″ E |              |
| 1730-014 | Abri de Luzzanas                                                                 | Ozieri               | 0,59            | 938,88           | 40° 38′ 58″ N, 8° 53′ 27″ E |              |
| 1730-015 | Nécropole de Sant'Andrea Priu                                                    | Bonorva              | 3,61            | 2 132,29         | 40° 25′ 18″ N, 8° 50′ 50″ E |              |
| 1730-016 | Nécropole de Sa Pala Larga                                                       | Bonorva              | 6,31            | 2 132,29         | 40° 24′ 37″ N, 8° 52′ 18″ E |              |
| 1730-017 | Nécropole de Sos Furrighesos (it)                                                | Anela                | 3,67            | 825,53           | 40° 28′ 53″ N, 8° 58′ 17″ E |              |
| 1730-018 | Village de Serra Linta                                                           | Sedilo               | 22,87           | 760,19           | 40° 08′ 35″ N, 8° 54′ 20″ E |              |
| 1730-019 | Nécropole d'Ispiluncas (it)                                                      | Sedilo               |                 | 760,19           | 40° 09′ 30″ N, 8° 54′ 09″ E |              |
| 1730-020 | Nécropole de Mandras                                                             | Ardauli              | 0,39            | 385,33           | 40° 05′ 06″ N, 8° 57′ 05″ E |              |
| 1730-021 | Nécropole de Brodu (it)                                                          | Oniferi              | 15              | 558,85           | 40° 19′ 19″ N, 9° 10′ 24″ E |              |
| 1730-022 | Nécropole d'Istevéne                                                             | Mamoiada             | 0,67            | 559,68           | 40° 11′ 36″ N, 9° 17′ 30″ E |              |
| 1730-023 | Grotte Corbeddu (it)                                                             | Oliena               | 1,34            | 3 601,68         | 40° 15′ 19″ N, 9° 29′ 10″ E |              |
| 1730-024 | Menhir Curru Tundu                                                               | Villa Sant'Antonio   | 1,59            | 240,88           | 39° 52′ 33″ N, 8° 54′ 05″ E |              |
| 1730-025 | Abri de Su Forru de is Sinzurreddus et ateliers d'outils de pierre de Sennixeddu | Pau                  | 0,94            | 822,34           | 39° 48′ 24″ N, 8° 46′ 33″ E |              |
| 1730-026 | Parc archéologique de Pranu Mutteddu (it)                                        | Goni                 | 45,07           | 388,55           | 39° 34′ 01″ N, 9° 16′ 11″ E |              |
| 1730-027 | Nécropole de Montessu (it)                                                       | Villaperuccio        | 40,63           | 759,5            | 39° 08′ 01″ N, 8° 40′ 06″ E |              |

## Images

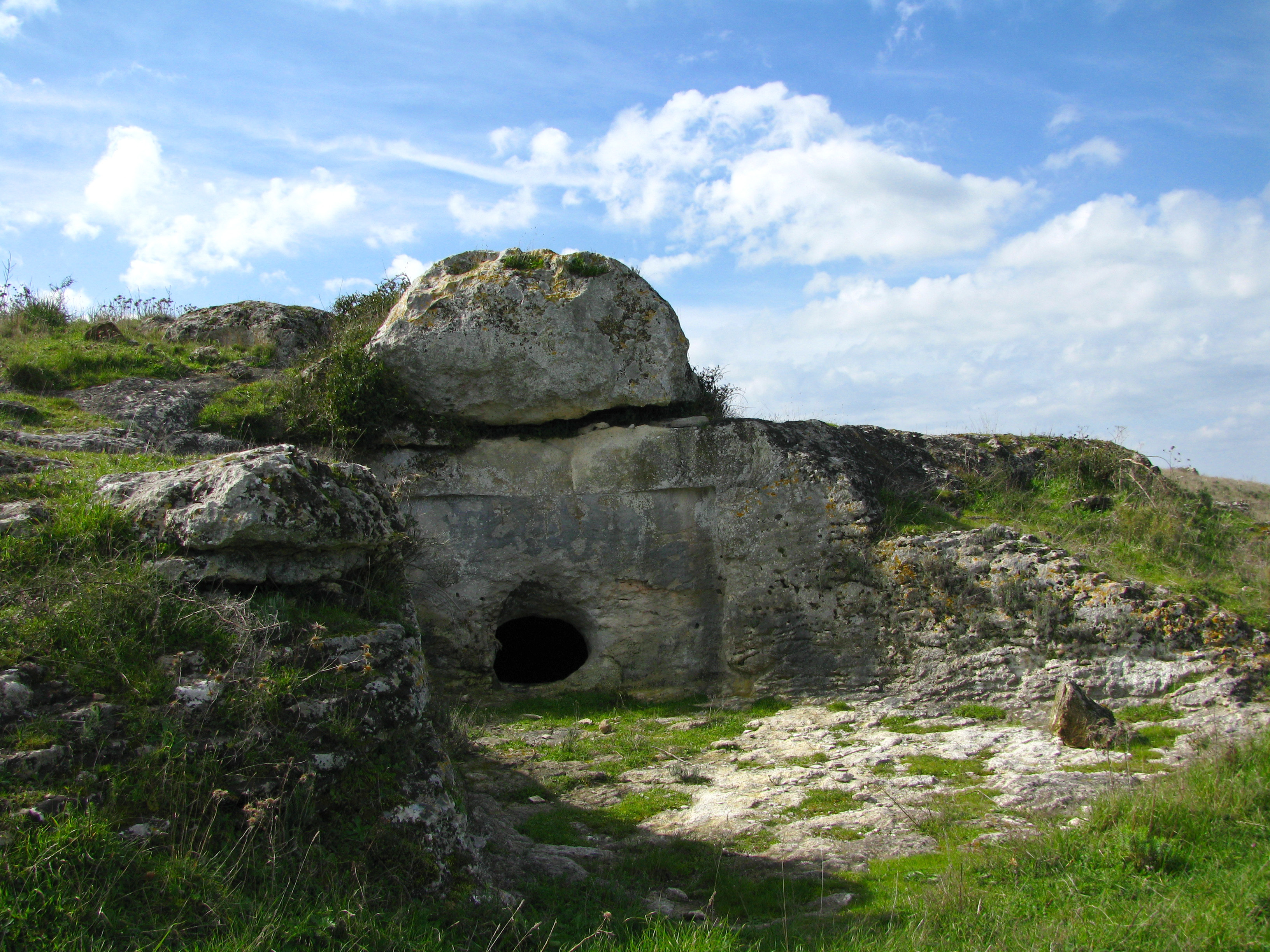
Domus de janas à Ittiri.
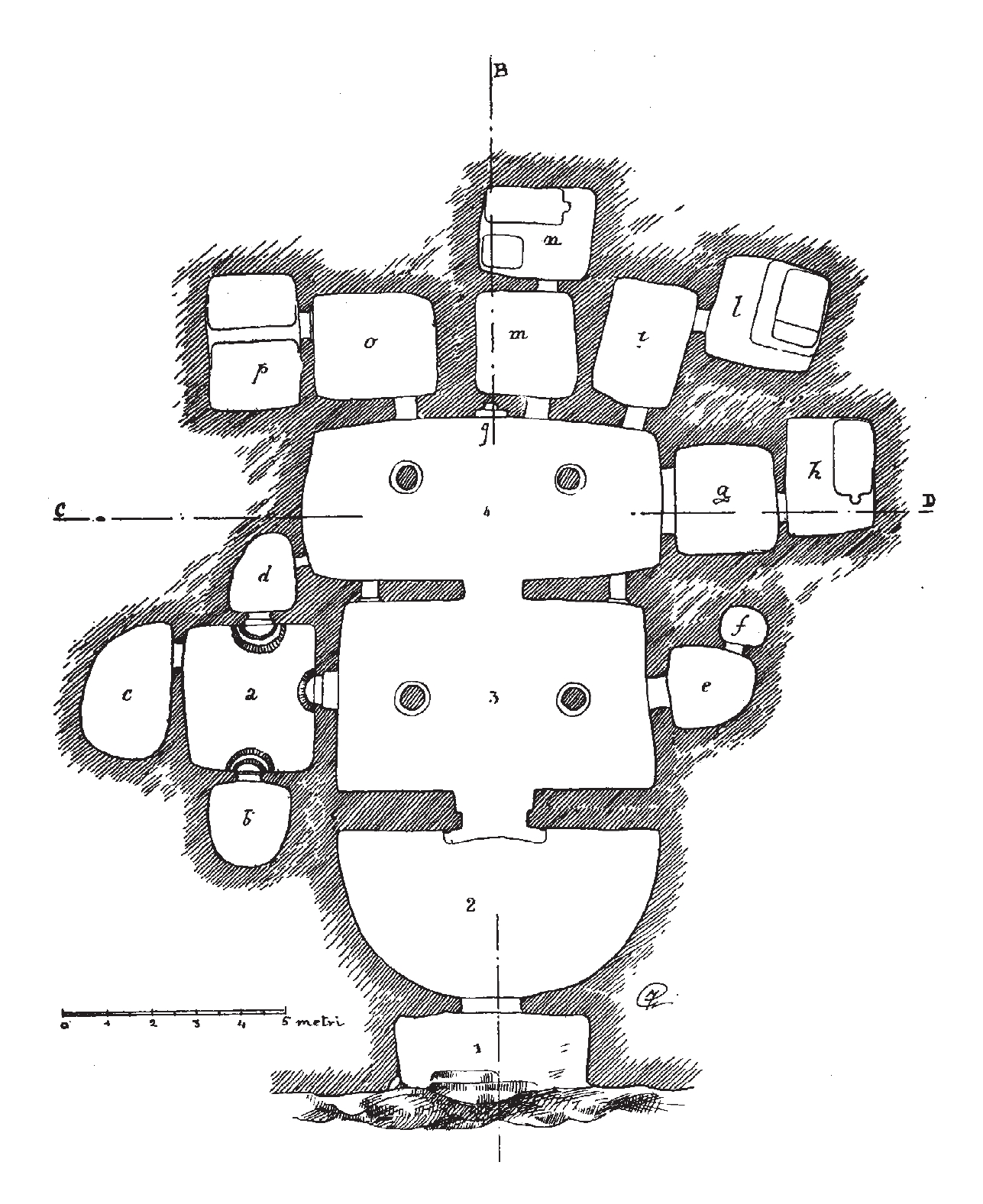
S.Andrea Priu, tomba del capo.
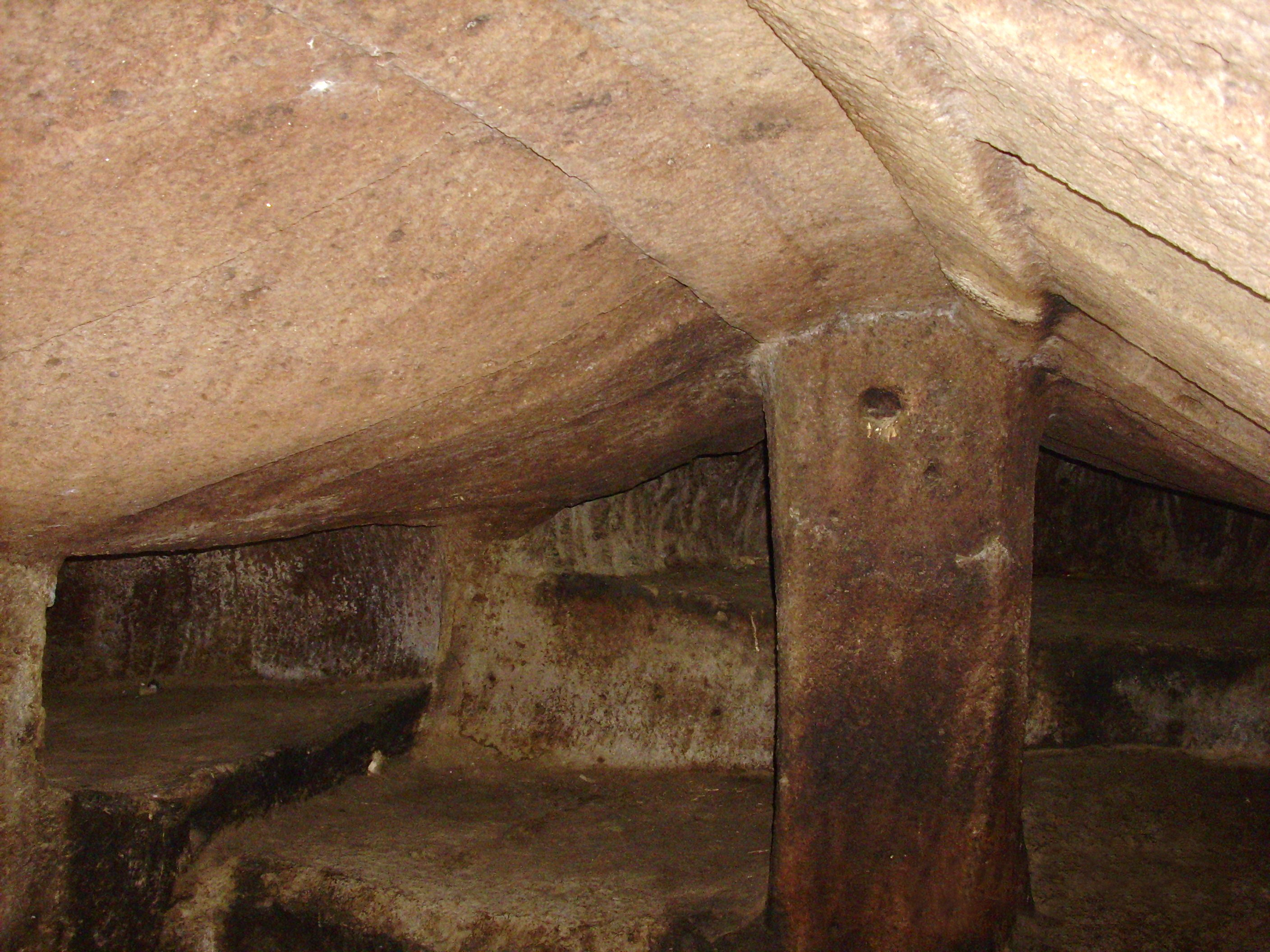
Domus de janas de Sant'Andrea Priu (Bonorva).
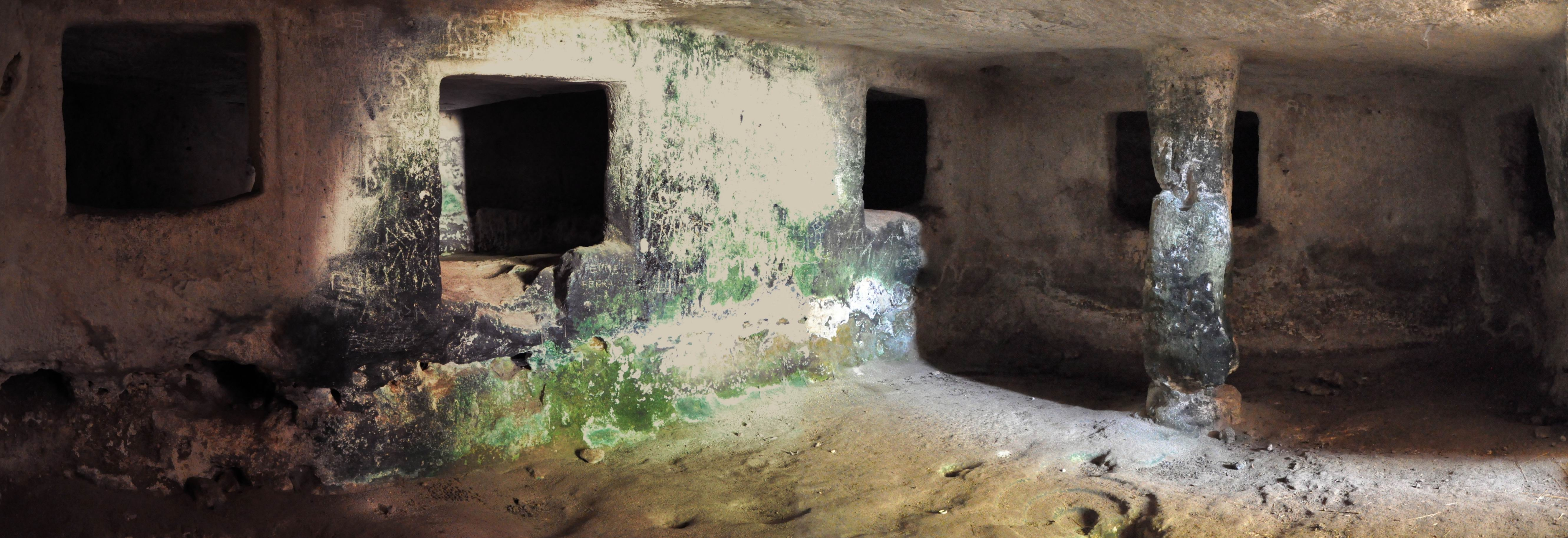
Domus de janas de S'Elighe Entosu (Usini).
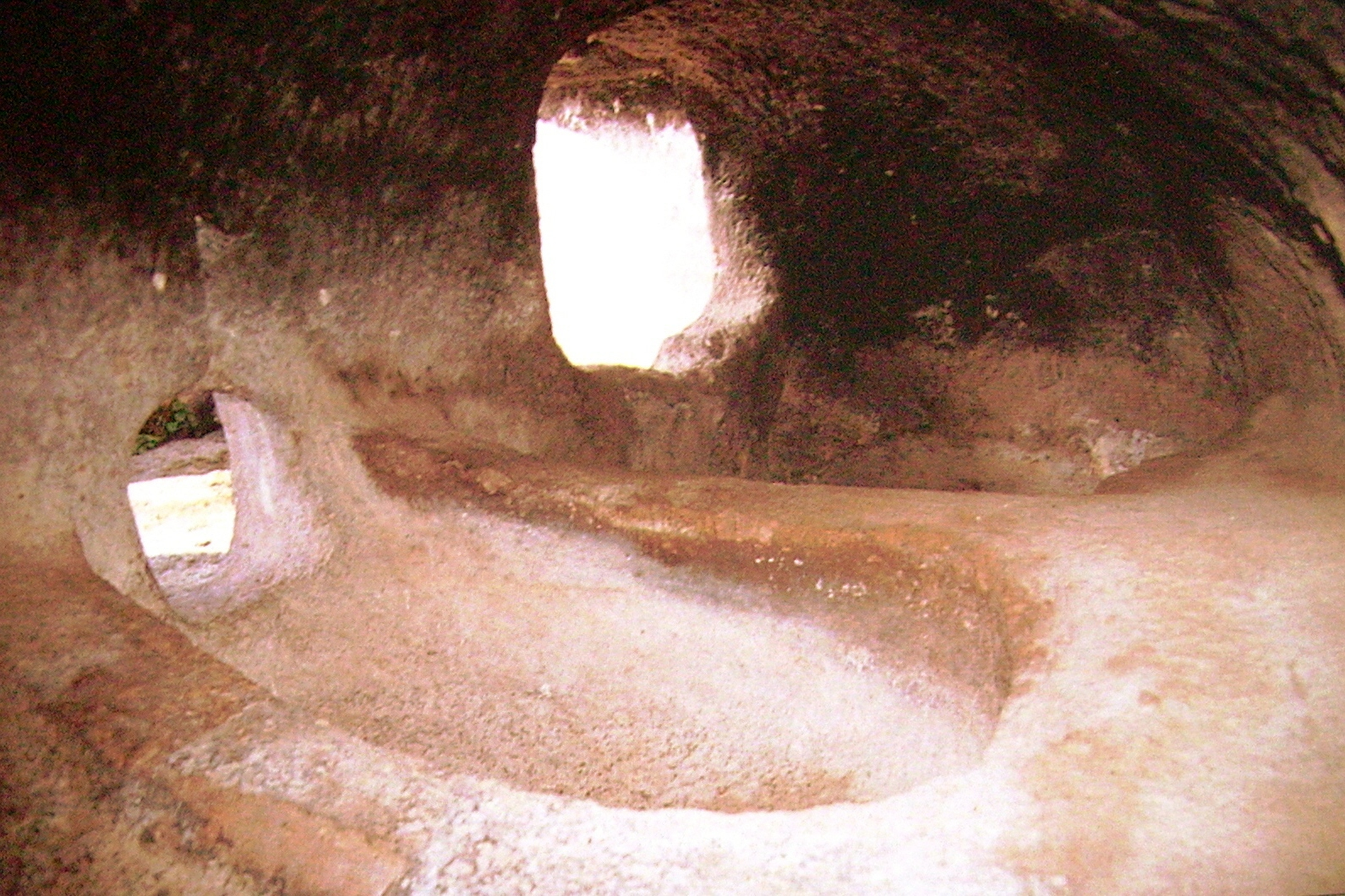
Intérieur du domus de janas de Montessu (Villaperuccio).
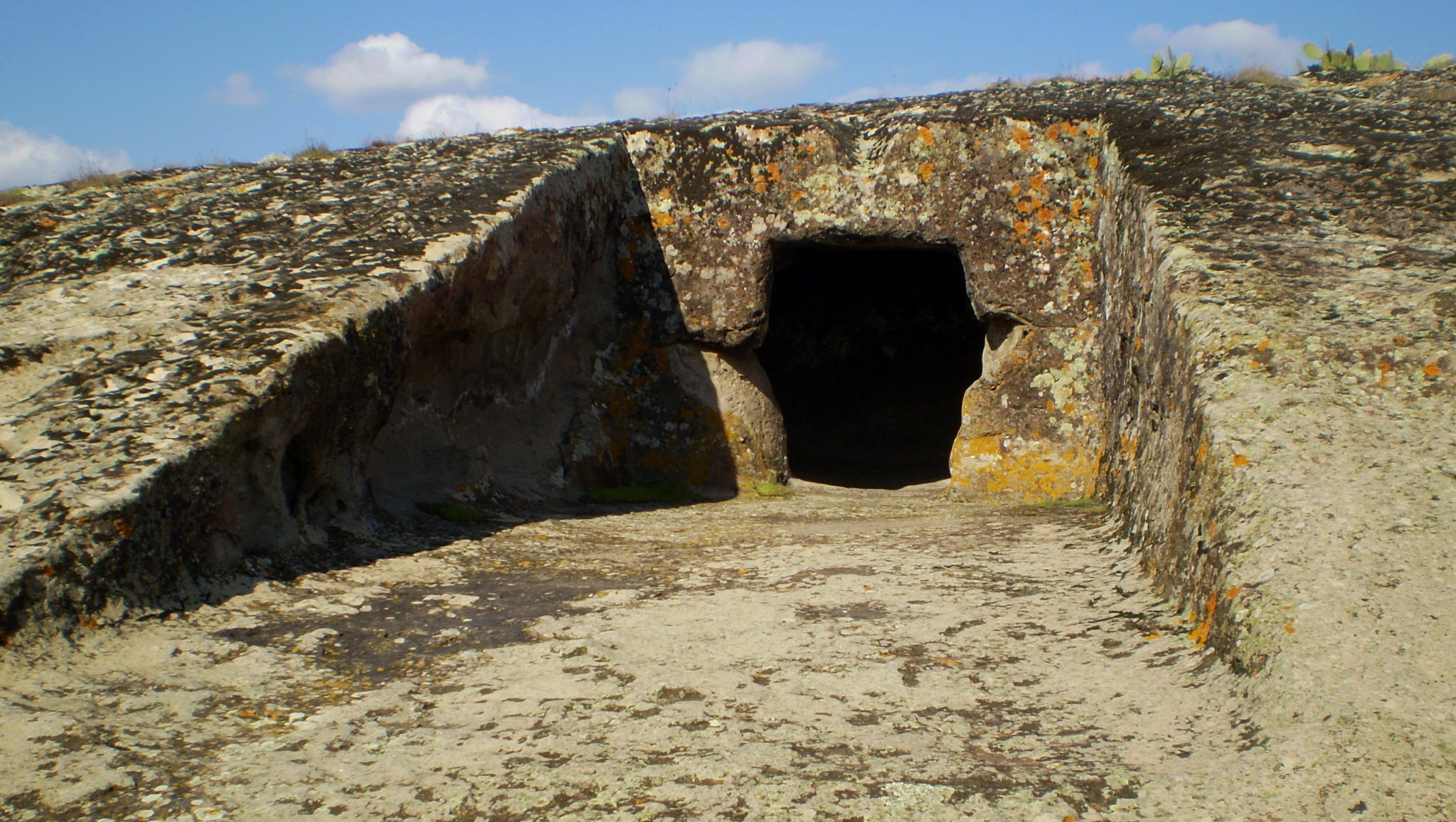
Domus de janas de Genna Salixi (Ruinas).